# Garfunkel and Oates
Garfunkel and Oates é um dueto de comédia musical-folk de Los Angeles, California, seus membros são as duas atrizes-compositoras Kate Micucci (Oates) e Riki Lindhome (Garfunkel). O nome da banda é derivado de dois cantores de rock, Art Garfunkel e John Oates.

## Historia
As duas se conheceram no teatro Upright Citizens Brigade  in Los Angeles, ambas chegaram mais cedo do que o esperado para seus filmes e foram apresentadas uma a outra pelo cartonista Doug Benson. O dueto começou quando elas estavam tentando transfomar um Curta-metragem feito por Riki Lindhome, intitulado Imaginary Larry,em um musical. Lindhome é de Portville, New York; já Micucci Nazareth, Pennsylvania.
Em fevereiro de 2009, a música fuck you da dupla Garfunkel and Oates (retitulado como "Screw You") foi exibida na seriesScrubs  no episódio "My Lawyer's In Love", que estreava Micucci como Stephanie Gooch

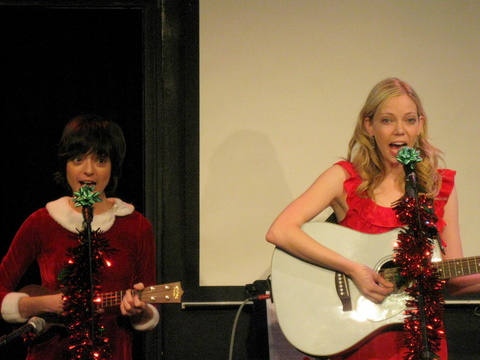
Performing at their Christmas show, December 2009

Em dezembro 14, 2009, Garfunkel and Oates apareceram no The Jay Leno Show para tocar "Year End Letter". no The Tonight Show with Jay Leno, elas tocaram "Pregnant Women Are Smug" em 10 de março de 2010, and "Self-Esteem" on May 18, 2010. Ao fim de outubro de 2010 elas tocaram Weed Card no The Tonight Show.
Em 2010, elas participaram na faixa  "These Girls", do álbum Culdesac de Childish Gambino intitulado Culdesac
Em 13 de janeiro de 2011, Garfunkel e Oates entraram em acordo com a  HBO para um piloto do próprio show. Lindhome o descreveu como o Glee com piadas sujas. HBO decidiu posteriormente não levar o show a cabo Em agosto de 2012, os episódios para internet foram postados no serviço online da HBO.
Em 7 de outubro de 2011 elas lançaram uma música para a série de internet de  David Wain, o show se chama Wainy Days, e a música é intitulada  David Wain Is Sexy e esta disponível no extra  DVD  de Wainy Days.
Em 8 de junho de 2012 o canal Comedy Central estreou um episódio de The Half Hour com Garfunkel and Oates.
Em 25 de junho de 2013, a dupla lançou o vídeo de sua música "The Loophole', uma música sobre garotas cristas manterem sua virgindade fazendo sexo anal.
Riki Lindhome e Kate Micucci apareceram em episódios de The Big Bang Theory, Riki apareceu apenas no sexto episódio daSegunda temporada como o personagem Ramona Nowitzki, uma pos-graduando que desenvolve uma relação semi romântica com o doutor Sheldon Cooper, já Kate Micucci apareceu durante a Sexta Temporadacomo Lucy uma garota com uma timidez severa que desenvolve uma relação com Rajesh Koothrappali.
Em 30 de setembro de 2013,a rede IFC  anunciou a série Garfunkel & Oates, estrelando Riki Lindhome e Kate Micucci. A primeira temporada irá estrear no dia 7 de agosto de 2014 e terá oito episódios ao todo.

## Discografia
- Music Songs (2009)

1. Pregnant Women are Smug
2. I Would Never (Have Sex with You)
3. Me, You and Steve
4. Fuck You
5. Only You
6. One Night Stand
7. Silver Lining
8. As You Are

- Mix Tape #1 (2010)

1. This Party Just Took a Turn for the Douche (Early Mix)
2. Worse Song Medley (live)
3. Accidental Slut
4. Walking in Los Angeles
5. Sex with Ducks (Live)
6. Pretty in Buffalo
7. Out the Door
8. One Night Stand (Live)

- All Over Your Face (2011)

1. You, Me and Steve [Explicit]
2. Weed Card [Explicit]
3. Pregnant Women are Smug [Explicit]
4. Gay Boyfriend [Explicit]
5. Fuck You [Explicit]
6. Sex With Ducks
7. This Party Took a Turn for the Douche [Explicit]
8. Running With Chicken
9. One Night Stand [Explicit]
10. Places To Rest

- Slippery When Moist (2012)

1. Wow
2. Go Kart Racing [Explicit]
3. I Don't Know Who You Are [Explicit]
4. Handjob, Blandjob, I Don't Understand Job [Explicit]
5. Save the Rich [Explicit]
6. Hey Girl in the Moonlight
7. The Ex-Boyfriend Song [Explicit]
8. Silver Lining [Explicit]
9. I Would Never (Have Sex with You) [Explicit]
10. Google [Explicit]
11. I Would Never (Dissect a Ewe)
12. My Apartment's Very Clean Without You [Explicit]
13. Go